# Pénjamo
 Pénjamo est l'une des 46 municipalités qui composent l'État de Guanajuato, au Mexique.